# ایلوکپلسا (۴)
ایلوکپلسا (به لاتین: Ilukpelessa) یک منطقهٔ مسکونی در سری‌لانکا است که در استان مرکزی (سری‌لانکا) واقع شده‌است.